# Kalniște, Tărgoviște
Kalniște (în bulgară Калнище) este un sat în comuna Antonovo, regiunea Tărgoviște,  Bulgaria. 

## Demografie
Componența etnică a satului Kalniște
     Nicio identificare (100%)
     Altele (0%)
La recensământul din 2011, populația satului Kalniște era de 1 locuitori. . Pentru 100,0% din locuitori nu este cunoscută apartenența etnică.